# Plas Point
Der Plas Point (englisch; bulgarisch нос Плас nos Plas) ist eine Landspitze an der Graham-Küste des Grahamlands auf der Antarktischen Halbinsel. Sie markiert 11,65 km südöstlich des Chiloé Point und 6,15 km südsüdöstlich des Holst Point die südliche Begrenzung der Einfahrt zur Nevsha Cove. 
Der Rückzug des Funk-Gletschers zum Ende des 20. und zu Beginn des 21. Jahrhunderts führte zu ihrer Freilegung. Die bulgarische Kommission für Antarktische Geographische Namen benannte sie 2013 nach dem Berg Plas im bulgarischen Piringebirge.